# Alfombra árabe

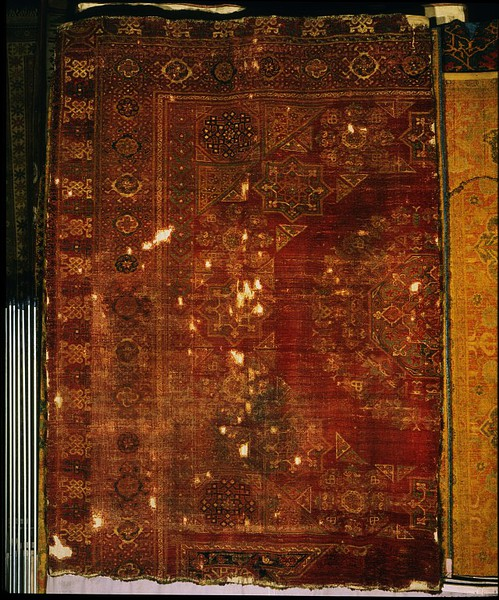
Alfombra egipcia hecha entre los años 1468-1496.

Una Alfombra árabe (en árabe:سجاد, Sijjad) es una alfombra oriental hecha en el mundo árabe a través de técnicas de elaboración tradicional árabes.

## Historia
Algunas alfombras árabes, que datan del siglo VII a. C., fueron encontradas tras las excavaciones realizadas en Ma'rib. 'Rihal' es un tipo de alfombra árabe que se tejía en al-Hirah, antigua capital de los Lakhmids. Egipto es considerado el principal país en la elaboración de este tipo de alfombras.

## Materiales
La lana de oveja es el material principal utilizado para la realización de las tradicionales alfombras árabes. Otros materiales, como el algodón, pelo de camello, pelo de cabra, y lino también son utilizados para elaborar estas alfombras. La seda suele ser empleada como elemento decorativo, normalmente en el centro de dichas alfombras.

## En la cultura árabe
La alfombra mágica de Aladino es un tapete mencionado con frecuencia en la cultura árabe.